# Universitätspsychiatrie
Universitätspsychiatrie ist die an Universitäten in Theorie und Praxis betriebene Psychiatrie.
Insofern ist Uwe Henrik Peters zuzustimmen, wenn er zum praktischen und historisch bedeutsamen Teil der Psychiatrie im 19. Jahrhundert schreibt: „Die europäische Psychiatrie hatte sich ca. ab 1800 zuerst als Anstaltspsychiatrie entwickelt, bis die Führung ab 1850–1860 an die Universitäten überging, von wo seitdem alle Neuerungen ausgingen.“ Unberücksichtigt bleibt bei dieser Darstellung der sich auf Europa und die USA erstreckende theoretische Einfluss, der vor allem von der schottischen Universität Edinburgh und ihren Vertretern Robert Whytt (1714–1766), seinem Nachfolger William Cullen (1710–1790) und dessen Schüler John Brown (1735–1788) bereits im 18. Jahrhundert ausging. Dieser wirkte sich gerade auf die Gründung vieler Anstaltspsychiatrien sowie auf eine künftig zunehmend empirische Forschungsrichtung aus. Die von der schottischen Schule beeinflussten Gründer und Vordenker der Anstaltspsychiatrie waren in England William Battie (1703–1776) und Thomas Arnold (1742–1816), in Frankreich Philippe Pinel (1745–1826), in Italien Vincenzo Chiarugi (1759–1820), in Deutschland Johann Christian Reil (1759–1813) und in den USA Benjamin Rush (1745–1813).

## Entwicklung in Deutschland

### Ausbreitung der Universitätspsychiatrie
In Deutschland wurde wissenschaftlicher Fortschritt von den Somatikern angestoßen und war zuerst von Johann Christian Reil (1759–1813) als Wegbereiter der Romantischen Medizin einschließlich somatischer Forschung, der die Gründung psychiatrischer, mit Lehrstühlen verbundenen Anstalten forderte. Umgesetzt haben diesen Gedanken in Deutschland vor allem Heinrich Damerow (1798–1866), Christian Roller (1802–1878) und die von ihm ausgehende Illenauer Schule, die mit Heinrich Schüle (1840–1916) und Richard von Krafft-Ebing (1840–1902) wissenschaftlich an Bedeutung gewann. Johann Gottfried Langermann (1768–1832) war dagegen eher ein Befürworter der moralischen Behandlung. Dennoch ist seine Theorie der psychogenen Verursachung von Geisteskrankheit wohl auf den Einfluss von Georg Ernst Stahl (1660–1734) zurückzuführen, der seine Nervenlehre seit 1694 als Professor an der neu gegründeten Universität Halle entwickelte. Langermann zählt neben Johann Christian Reil jedenfalls zu den wenigen Autoren, die damals in Deutschland Abhandlungen zu psychischen Krankheiten geschrieben haben. Auch der schottischen Schule der Universität Edinburgh waren die Lehren G. E. Stahls und Albrecht von Hallers keineswegs fremd. Wilhelm Griesinger (1817–1868) war nicht nur Wegbereiter der Universitätspsychiatrie in Deutschland, er löste mit seinen Reformplänen als Befürworter von sog. Stadtasylen aufs Neue den alten von Damerow mühsam beigelegten Streit wieder aus, der sich um das Versorgungssystem bzw. um die „relativ verbundenen Anstalten“ entsponnen hatte. Dabei ging es um die Frage, ob schwere chronische und leichte akute Fälle in gemeinsamen Institutionen oder getrennt voneinander untergebracht werden sollten. Im Gegensatz zur Anstaltspsychiatrie hat sich die Universitätspsychiatrie hauptsächlich auf akute psychiatrische Krankheitsbilder konzentriert. Dies bedingt eine gewisse methodische Einschränkung bei den Darstellungen des Fachgebiets Psychiatrie, wenn man berücksichtigt, dass diese heute hauptsächlich von Universitätspschiatern ausgehen. Es setzte sich auch die Einsicht durch, dass die Anstalten auf dem Lande zur sozialen Entwurzelung und damit zum Hospitalismus führten. Die klassische deutsche Psychiatrie war historisch gesehen hauptsächlich Universitätspsychiatrie. Sie gipfelte in einer Betonung somatischer psychiatrischer Aspekte, bisweilen in einer Verabsolutierung dieser Gesichtspunkte, etwa in Fragen der Euthanasie.

### Überdauern der Anstaltspsychiatrie
Die Bewegung der Antipsychiatrie in den Jahren 1968–1980 ist von gemeinsamer Ablehnung der klassischen deutschen Psychiatrie geprägt. Damit wurde meist die Kritik am somatischen Krankheitsmodell verbunden. Weiterhin zielte die Kritik auf eine mangelnde Berücksichtigung gesellschaftlicher Faktoren seitens der Universitätspsychiatrie. Das soziale Engagement vieler Anstaltspsychiater setze sich in Aktivitäten diverser psychiatrischer Hilfsvereine und gemeindepsychiatrischer Fürsorgestellen, der sog. Außenfürsorge bis zu den Anfängen der Sozialpsychiatrie weiter fort.

### Karl Jaspers
Karl Jaspers, der nach E. H. Ackerknecht das Begriffspaar „Anstaltspsychiatrie – Universitätspsychiatrie“ geprägt hat, sieht es als Vorzug der Universitätspsychiatrie an, dass sie zu einer „reineren Wissenschaft“ wurde, dass sich „auf manchen Gebieten eine kontinuierliche Entwicklung anbahnte“ und dass sich das „Untersuchungsgebiet außerordentlich erweiterte“. Zu diesen Erweiterungen zählt Jaspers das „Vordringen in die ärztliche Sprechstunde“ (Sprechstundenpsychiatrie), die Rolle der Psychiatrie bei soziologischen Fragen und die Annäherung an die Psychologie, so anfänglich vor allem an die experimentelle Psychopathologie. Seit Anfang des 20. Jahrhunderts sei jedoch auch eine allgemeinere Öffnung gegenüber dem psychologischen Fachgebiet festzustellen. Zu den Berührungspunkten mit der Soziologie zählt Jaspers vor allem kriminalistische Untersuchungen (Forensische Psychiatrie). Die genannte kontinuierliche Entwicklung in kleinen, bisweilen sogar „kleinlich“ erscheinenden Schritten, stehe im Gegensatz zu den „großzügigen Gesichtspunkten“ der Anstaltspsychiatrie, die sich jedoch oft genug in einer Philosophie „ohne eigentliche Tiefe“ erschöpfe und somit „unklar“ bleibe. Karl Jaspers sieht keinen Anlass, einem der beiden Gebiete, der Universitätspsychiatrie oder der Anstaltspsychiatrie einen Vorzug einzuräumen. Auch gegenüber Stimmen, die behaupten, dass Anstaltspsychiatrie nichts Wissenschaftliches mehr leisten könne, sieht Jaspers die Bedeutung der Anstaltspsychiatrie keineswegs geschmälert. Er sieht sie in ihren Mitteln und ihrem Material dazu berufen, an die Fragen ihrer „ruhmvollen Vorzeit“ auch weiterhin anzuknüpfen. Jaspers verweist in diesem Zusammenhang auf die Kontroverse Dobrick und Weber. Die Entwicklungstendenz der Öffnung gegenüber der Sprechstundenpsychiatrie hat insbesondere K. Dörner am Beispiel von Wilhelm Griesinger näher ausgeführt und bestätigt. Da psychische Erkrankung als körperliche Erkrankung aufgefasst wurde, erschien es auch sinnvoll, die No-restraint-Bewegung zu unterstützen und Strafmaßnahmen in der Psychiatrie zu ächten.

## Belgien
Als frühen Vertreter der Universitätspsychiatrie in Belgien kann man Joseph Guislain (1797–1860) ansehen.